# Haast River
Der Haast River ist ein Fluss in der Region West Coast auf der Südinsel von Neuseeland.

## Namensherkunft
Der Fluss ist nach dem deutschen Geologen Julius von Haast benannt.

## Geographie
Der Fluss entspringt an der Grenze zur Region Otago im Mount Aspiring National Park östlich des Haast Pass/Tioripatea. Dieser ist die Wasserscheide zum nach Süden fließenden Makarora River und des Haast River, der nach Norden tendiert. Der gesamte Mittellauf des Flusses verläuft entlang der Nordgrenze zur Region Otago und des Mount Aspiring National Parks.
Der Haast River besitzt eine Länge von 72 km und verläuft zunächst in nördlicher Richtung, später dann in westlicher und schließlich in südwestlicher Richtung. Der Fluss mündet etwa 5,2 km nördlich der kleinen Siedlung Haast, die die einzige Ortschaft am Fluss ist, und knapp 4 km nordöstlich von Haast Beach in die Tasmansee. Mittel- und Unterlauf des Flusses verlaufen mäanderförmig.
Der größte Nebenfluss des Haast River ist der Landsborough River, der rechtsseitig seine Wässer zuträgt. Zu den weiteren rechten Nebenflüsse gehören der Wills River, der The Roaring Billy und der Thomas River. Als linker Nebenfluss ist lediglich der Burke River zu nennen. Die grasbewachsenen Ebenen am Unterlauf werden als Weideland genutzt, der Oberlauf hingegen liegt im gebirgigen Gelände.
Der New Zealand State Highway 6 folgt nahezu dem gesamten Flussverlauf und führt nahe der Flussmündung über den Haast River. Das Brückenbauwerk stellt mit einer Länge von 737 m die längste einspurige und die siebentlängste Brücke Neuseelands dar.
Der Fluss führt oft Schluff glazialen Ursprungs mit, der von den Gletschern der Neuseeländischen Alpen stammt.

## Nutzung
Der Fluss wird von Touristen gerne mit Booten befahren. Auch werden geführte Touren am Fluss entlang angeboten. Der Haast River eignet sich zum Angeln nach Bach- und Regenbogenforelle sowie Lachs.

## Besitz
Der größte Teil des umgebenden Lands befindet sich in öffentlichem Eigentum und wird von Department of Conservation verwaltet. Es ist Teil der UNESCO-Weltnaturerbestätte Te Wahipounamu.

## Fotos

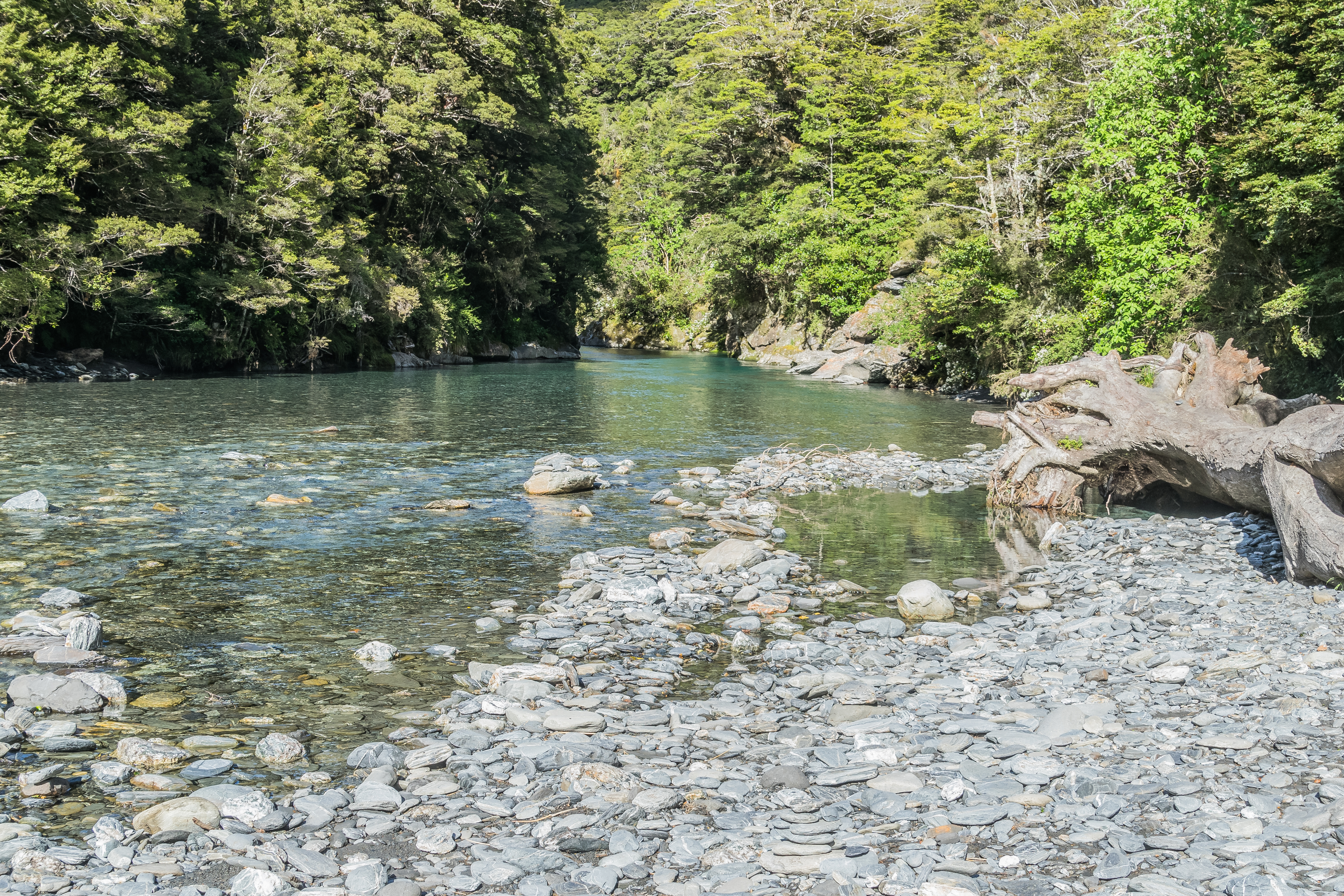
Der Fluss kurz hinter dem Haast Pass/Tioripatea
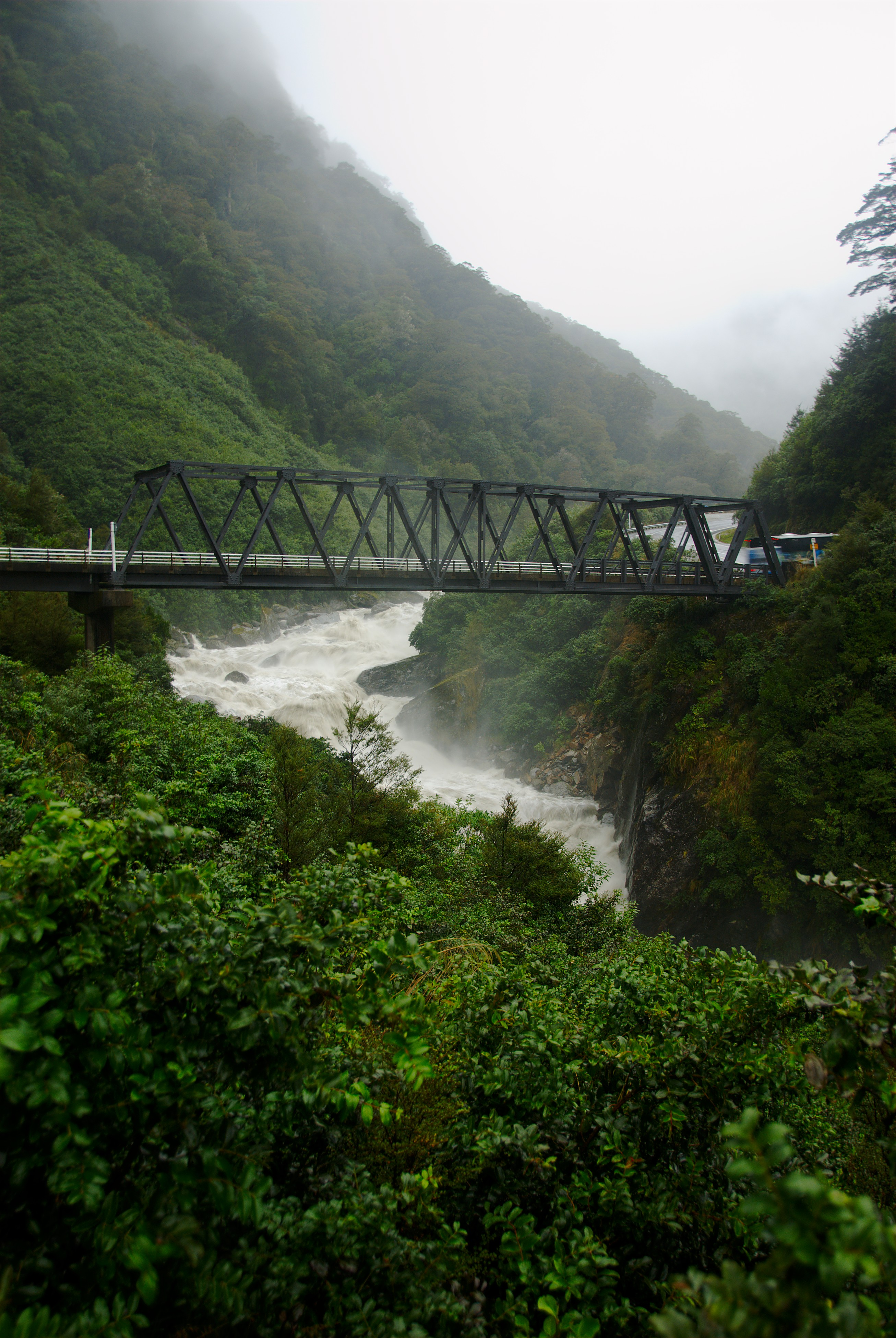
Der Haast River in den Bergen
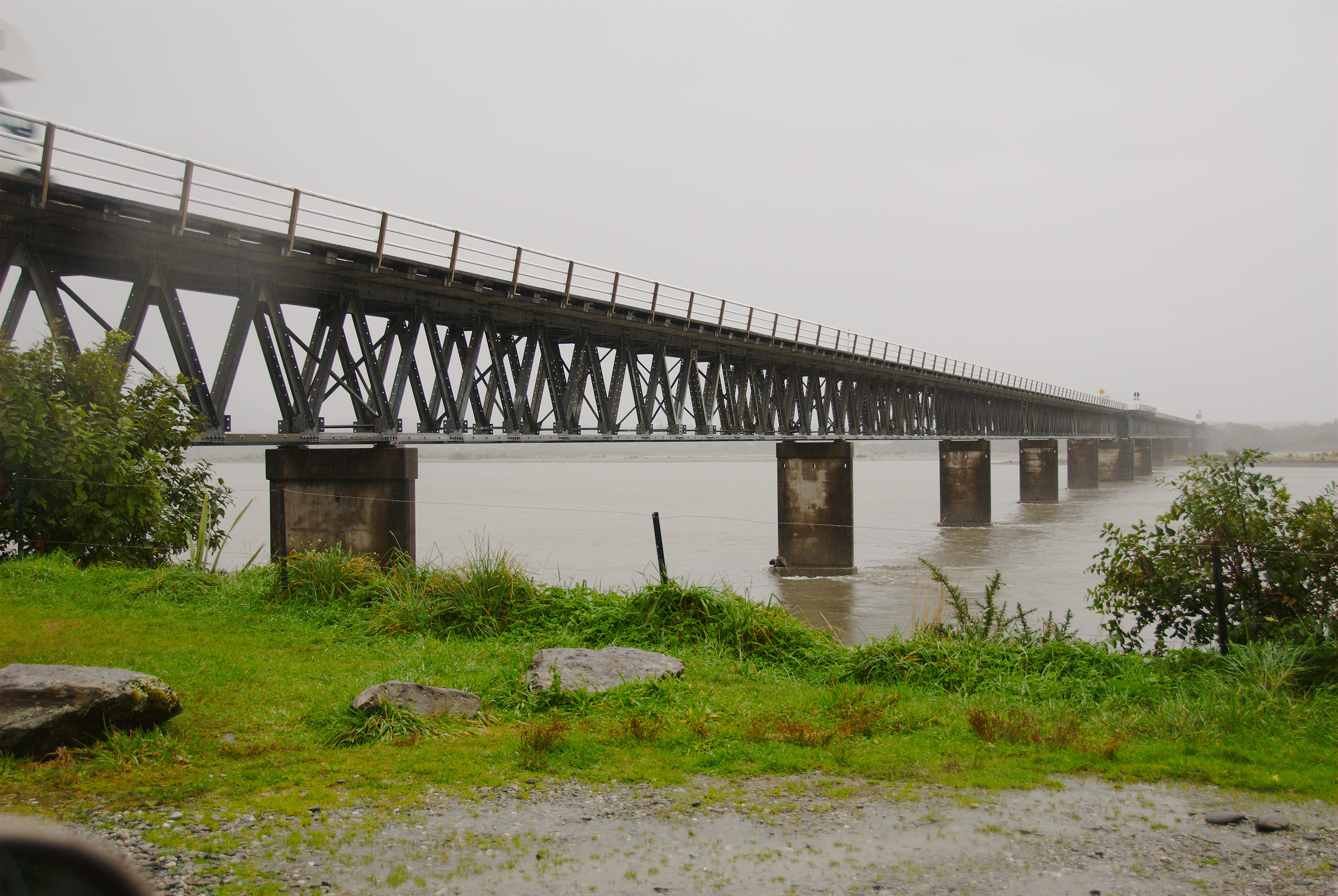
Die 737 m lange, einspurige Brücke über den Fluss
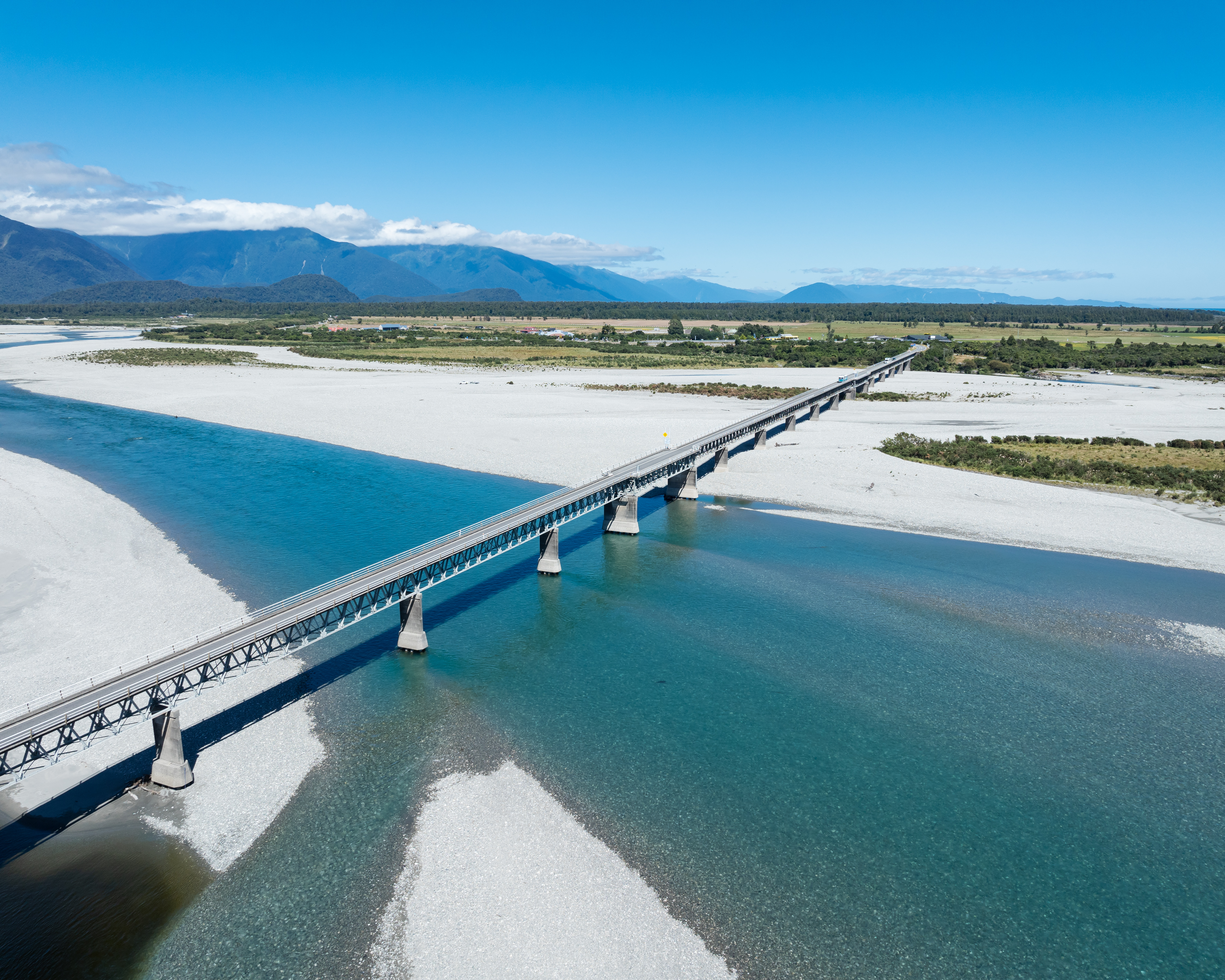
Luftaufnahme Haast River Brücke